# Sadiq al-Mahdi
Ṣādiq al-Mahdī (in arabo الصادق المهدي‎?, al-Ṣādiq al-Mahdī; Omdurman, 25 dicembre 1935 – Abu Dhabi, 26 novembre 2020) è stato un politico sudanese, già primo ministro dal 1966 al 1967 e dal 1986 al 1989.
Era capo del Partito della Nazione e Imam - o Mahdi - degli Anṣār (una confraternita sufi). Era chiamato, in modo marcatamente elogiativo, dai suoi sostenitori Ṣādiq al-Ṣiddīq, che letteralmente significa "Ṣādiq il veridico".

## Vita personale
Sadiq al-Mahdi è nato il 25 dicembre 1935 nella zona di al-ʿAbbāsiyya a Omdurman (Sudan). Pronipote di Mohamed Ahmed al-Mahdi, sceicco sudanese d'origine nubiana proclamatosi Mahdi e che aveva guidato la guerra mahdista per la liberazione del Sudan Anglo-Egiziano. È anche lo zio paterno dell'attore anglo-sudanese britannico Alexander Siddig, noto soprattutto per aver interpretato il dottor Julian Bashir nella serie televisiva di fantascienza Star Trek: Deep Space Nine.

## Vita politica
Ṣādiq al-Mahdī è stato primo ministro del Sudan in due occasioni: nel 1966-1967 e dal 1986 fino alla sua destituzione il 30 giugno 1989. Nel 1986, Sadiq formò un governo di coalizione composto dal Partito Umma (da lui diretto), dal Fronte Nazionale Islamico (FNI), guidato dal cognato islamista ed esponente della ṭarīqa Turābiyya, Hasan al-Turabi, dal Partito Democratico Unionista (PDU) e da quattro piccoli partiti del Sud. Ṣādiq al-Mahdī dimostrò di essere un leader debole e incapace di governare il Sudan. Il suo governo fu caratterizzato da divisioni, corruzione, rivalità personali, scandali e instabilità politica. Nel 1987, Ṣādiq al-Mahdī sciolse il governo, incapace di redigere un nuovo codice penale per sostituire la Sharīʿa, di raggiungere un accordo con il Fondo Monetario Internazionale, e di risolvere la guerra civile nel Sud.
Per mantenere il sostegno del PDU e dei partiti politici del Sud, Ṣādiq al-Mahdī formò un altro governo di coalizione, che si dimostrò ugualmente inefficace. Nel mese di agosto 1987, il PDU fece cadere il governo. Una terza coalizione nacque nel maggio 1988. Membri di questa coalizione l'Umma, il PDU, il FNI e alcuni partiti del Sud. Come in passato, però, la coalizione rapidamente si disgregò a causa di incompatibilità politiche fra i suoi membri.
Il 30 giugno 1989, il governo di Ṣādiq al-Mahdī fu rovesciato da un golpe guidato dal colonnello ʿOmar al-Bashīr. Il posto di primo ministro del Sudan venne abolito. Ṣādiq al-Mahdī ha continuato a guidare il partito Umma, in opposizione a ʿOmar al-Bashīr, dopo essere stato spodestato. Ha trascorso un periodo in esilio, ma è ritornato in Sudan nel novembre 2000. Nel luglio del 2008, affermando che il Sudan avrebbe dovuto affrontare una situazione molto difficile, ha deciso di sostenere ʿOmar al-Bashīr nell'accusa di genocidio della Corte penale internazionale de L'Aja.
Si è candidato alle elezioni presidenziali del 2010 ottenendo lo 0,9% dei voti.

## Morte
Sadiq al-Mahdi è deceduto il 26 novembre 2020 ad 84 anni dopo un mese di ricovero in un ospedale di Abu Dhabi a causa di complicazioni dovute al COVID-19.